# Syllepte purpuralis
Syllepte purpuralis là một loài bướm đêm trong họ Crambidae.